# Ultrafiltrare
Ultrafiltrarea (UF) este o varietate de filtrarea membranară în care forțe precum presiunea sau gradienții de concentrație conduc la o separare printr-o membrană semipermeabilă. Solide suspendate și soluții de mare greutate moleculară sunt păstrate în așa-numitul retentat, în timp ce apa și soluții cu greutatea moleculară scăzută trec prin membrană în permeat (filtrat). Acest proces de separare este utilizat în industrie și cercetare pentru purificarea și concentrarea macromoleculară (103 - 106 Da) a soluților, în special soluții proteinice.
Ultrafiltrarea nu este fundamental diferită de microfiltrare. Ambele se separă pe baza excluderii dimensiunii sau a capturării particulelor. Este fundamental diferită de separarea gazelor prin membrană, care se separă pe baza unor cantități diferite de absorbție și rate diferite de difuzie. Membranele de ultrafiltrare sunt definite de limita greutății moleculare (MWCO) a membranei utilizate. Ultrafiltrarea se aplică în filtrarea cu flux transversal sau în modul cu capăt mort.

## Aplicații
Industrii precum cea chimică și cea farmaceutică utilizează pentru producția și  prelucrarea alimentelor și a băuturilor și pentru tratarea apelor uzate, ultrafiltrarea pentru a recircula fluxul sau a adăuga valoare produselor ulterioare. Dializa sângelui utilizează, de asemenea, ultrafiltrarea.

## Principii
Principiul de bază de funcționare al ultrafiltrării utilizează o separare indusă de presiune a soluțiilor de un solvent printr-o membrană semi permeabilă. Relația dintre presiunea aplicată asupra soluției care urmează să fie separată și fluxul prin membrană este cel mai frecvent descrisă de ecuația Darcy: 

{\displaystyle J={TMP \over \mu R_{t}}}
unde J este fluxul (debitul per aria membranei), TMP este presiunea transmembranană (diferența de presiune dintre fluxul de admitere și de pătrundere), μ este vâscozitatea solventului, Rt este rezistența totală (suma membranei și rezistența la murdărie).

## Dezincrustarea membranei

### Polarizarea concentrației
Când apare filtrarea, concentrația locală de material respins la suprafața membranei crește și poate deveni saturată. În UF, concentrația crescută de ioni poate dezvolta o presiune osmotică pe partea de alimentare a membranei. Acest lucru reduce TMP eficiente ale sistemului, reducând astfel rata de permeation. Creșterea stratului concentrat la peretele membranei scade fluxul de pătrundere, datorită creșterii rezistenței, care reduce forța motrice pentru solvent pentru a transporta prin suprafața membranei. CP afectează aproape toate procesele disponibile de separare a membranelor. În RO, soluțiile reținute la nivelul stratului membranar au ca rezultat o presiune osmotică mai mare în comparație cu concentrația fluxului în vrac. Deci, presiunile mai mari sunt necesare pentru a depăși această presiune osmotică. Polarizarea concentrației joacă un rol dominant în ultrafiltrare în comparație cu microfiltrarea din cauza membranei mici de dimensiunea porilor. Polarizarea concentrației diferă de murdărire, deoarece nu are efecte de durată asupra membranei în sine și poate fi inversată prin ameliorarea TMP. Cu toate acestea, are un efect semnificativ asupra multor tipuri de murdărie.